# Берегова Зоя Ізраїлівна
Зоя Ізраїлівна Берегова (2 січня 1914, Луганськ — березень 1997, Керч) — українська скульпторка; членкиня Спілки художників Казахської РСР у 1944—1963 роках, Спілки художиків РРФСР та Спілки радянських художників України з 1967 року.

## Біографія
Народилася 20 грудня 1913 [2 січня 1914] року Луганську Катеринославської губернії Російської імперії (нині Україна). Протягом 1930—1932 років навчалася в школі фабрично-заводського навчання Луганського патронного заводу; 1933 року вступила на художній факультет Робфаку, де її викладачем був Євген Сагайдачний. Після його ліквідації, 1934 року поступила на другий курс скульптурного відділення Луганського художнього технікуму. Закінчила навчання у 1938 році зі званням «учитель малювання і креслення в середніх навчальних закладах» (керівник дипломної роботи Василь Федченко).
У 1939—1940 роках керувала студією «Юний скульптор» Палацу піонерів у Чернігові, потім працювала у Москві на будівництві «Палацу Рад» в експериментальній майстерні ліпного цеху під керівництвом Євгена Вучетича. Незадовго до війни будівництво почало згортатися і, за рекомендацією скульптора Сергія Меркурова, поступила інспекторкою з художньо-технічного контролю на Митищинську скульптурну фабрику № 3.
Наприкінці 1941 року переїхала до Алмати, куди з початком німецько-радянської війни евакуювалися її батьки. Працювала приймальницею на Алматинському заводі важкого машинобудування. Після того, як Правлінням Спілки радянських художників Казахської РСР 28 серпня 1944 року була прийнята кандидаткою у члени Спілки, перейшла на творчу роботу. Крім скульптури, виконувала копії з картин олією на полотні та малювала плакати. 12 листопада 1947 року Президією оргкомітету Спілки художників СРСР була затверджена членкинею Спілки радянських художників Казахської РСР. За зразкове виконання урядового завдання з будівництва Театру юного глядача в Алмати 10 листопада 1945 року була нагороджена Грамотою Президії Верховної Ради Казахської РСР. Працювала за договорами з Художнім фондом Казахської РСР, Казахською державною художньою галереєю імені Тараса Шевченка (в галереї зберігаються 26 її робіт) і різними обласними музеями. Знята з обліку Спілки художників Казахської РСР 22 березня 1963 року і того ж року переїхала до міста Новокуйбишевська, де протягом 1963—1966 викладала ліплення в дитячій художній школі та за можливості, займалася творчою роботою.
У 1967 році переїхала до Криму. Правлінням Спілки художників РРФСР 28 червня 1967 року була знята з обліку, а Президія Правління Спілки радянських художників України 11 липня 1967 року прийняла її на облік по Кримському відділенню Спілки художників України. У 1967—1978 роках працювала в художніх фондах Сімферополя. Займалася творчою роботою, керувала художньою студією заводу «Залів».
Мешкала спочатку в смт Леніному, потім у місті Керчі в будинку на вулиці Ульянових, № 37, квартира № 18 та у будинку на вулиці Орджонікідзе, № 111, квартира № 11. Померла в Керчі в березні 1997 року.

## Творчість
Працювала у галузях станкової (гіпс) та монументальної скульптури (алюміній, бетон, шамот, теракота), скульптури малих форм (порцеляна, бісквіт, майоліка, фаянс). Серед робіт:
станкова скульптура і скульптура малих форм
- «Лист із Батьківщини» (1945, гіпс; Алматинський краєзнавчий музей)[5];
- «Джамбул з онукою» (1946, гіпс);
- «Материнство» (1948, гіпс; Державний музей мистецтв Республіки Казахстан)[5];
- «Дівчина з яблуком» (1949, гіпс; Державний музей мистецтв народів Сходу; Державний музей мистецтв Республіки Казахстан)[5];
- «Молодий чабан» (1951, гіпс; Державний музей мистецтв Республіки Казахстан)[5];
- «Вперше в школу» (1953, гіпс; Державний музей мистецтв Республіки Казахстан)[5];
- «Погруддя юного Абая» (1955; Літературно-меморіальний музей Абая в Семеї)[5];
- «Портрет народної артистки Казахської РСР Діни Нурпеїсової» (1955, порцеляна);
- «У школу» (1955, порцеляна);
- «Абай в юності» (1956, гіпс);
- «Акин» (1956, порцеляна);
- «Первісток на цілині» (1956, порцеляна);
- «Телятниці» (скульптурна група, 1958, гіпс);
- «Проводи на фронт» (1958, гіпс);
- «Рибалка» (1958, майоліка);
- «Дівчина з віслючком» (1959, майоліка);
- «Портрет доярки» (1959, гіпс; Державний музей мистецтв Республіки Казахстан)[5];
- «Після купання» (1960);
- «За книжкою» (1960, майоліка);
- «Збір врожаю» (1960, фаянс);
- «Дитя» (1960, бісквіт);
- «Наречена» (1961);
- «Перед сном» (1962);
- «Киз-Жибек з лебедями» (1962, майоліка);
- «Хай не повториться» (1965, гіпс);
- «Скульптор Ісаак Іткінд» (1965, гіпс);
- «Погруддя Героя Радянського Союзу Михайла Кригіна» (1966, алюміній);
- «Портрет народного композитора Казахської РСР Сагирбайули Курмангази» (1969, теракота);
- «Аджимушкайці» (1970, шамот);
- «Фігура тужливої дівчини» (1970);
- «Командир підземного гарнізону Аджимушкая, полковник Павло Ягупов» (1970, шамот);
- «Леся Українка» (1970, шамот);
- «Легенда» (1970, порцеляна);
- «Біля моря» (1970, свинець);
- «Рибалка» (1971, шамот);
- «Дівчина з виноградом» (1971, шамот);
- «Біля найсинішого моря» (1977, гіпс);
- «Вісник миру» (1980, гіпс);
- «Довірча розмова» (1982, гіпс);
- «Вони за мир» (1982, гіпс);
- «Майбутній прикордонник» (1983, гіпс);
- «Нехай завжди буду я» (1983, гіпс);
- «На звільненій землі» (1986, гіпс);
- «Тепла вода» (1987, гіпс);
- «Урок доброти» (1987, гіпс).

монументальні роботи
- «Скорботна дівчина» (фігура для надгробка загиблим односельцям, 1969, бетон; Красногвардійський район, колгосп «Ленінець»);
- «Погруддя письменника Аркадія Гайдара» (1970, бетон; Керченська бібліотека імені Аркадія Гайдара).

### Виставки
Брала участь у художніх виставках з 1945 року, зокрема:
- «25 років Казахстану» (Алмати, 1945);
- «100 років від дня народження Джамбула Джабаєва» (Алмати, 1946);
- Виставка робіт скульптури і кераміки, виконаних у Будинку творчості «Майорі» (Рига, 1955);
- «Азія в боротьбі за мир» (міжнародна; Варшава, 1956);
- Виставка робіт художників Казахстану (Москва, 1958);
- Всесоюзна художня виставка «40 років ВЛКСМ» (Москва, 1958);
- Всесоюзна виставка народного декоративного і ужиткового мистецтва (Москва, 1958);
- Обласна художня виставка творів художників Криму (Ялта, 1970);
- Обласна художня виставка, присвячена XXIV з'їзду КПРС і XXIV з'їзду Комуністичної партії України (Сімферополь, 1971);
- Кримська обласна художня виставка «Крим соціалістичний» (Сімферополь, 1971);
- «Художники Криму» (Ленінград, 1972);
- Обласна виставка до 70-річчя Великого Жовтня (Сімферополь, 1987).